# 1876 en musique
| \| • Retour à la chronologie générale de la musique populaire • \| |
| XXIe siècle • XXe siècle • XIXe siècle • XVIIIe siècle XVIIe siècle • XVIe siècle • XVe siècle • XIVe siècle XIIIe siècle • XIIe siècle • XIe siècle • Xe siècle IXe siècle • VIIIe siècle • Haut Moyen Âge • Rome • Grèce |
| • Retour à la chronologie générale de la musique populaire • |

| • Retour à la chronologie générale de la musique populaire • |

| Années de la musique populaire : 1873 - 1874 - 1875 - 1876 - 1877 - 1878 - 1879    |
| Décennies de la musique populaire : 1840 - 1850 - 1860 - 1870 - 1880 - 1890 - 1900 |

## Événements et œuvres
- My Grandfather's Clock, chanson américaine de Henry Clay Work.
- Amiati crée à l'Eldorado à Paris la chanson nationaliste revancharde Le Violon brisé, écrite la même année (paroles de René de Saint-Prest, musique de Victor Herpin).
- Libert crée à Paris au café-concert Les Ambassadeurs la chanson L'Amant d'Amanda, une « scie » mise en musique par Victor Robillard sur des paroles d'Émile Carré.
- Elisha Gray invente le télégraphe musical, ancêtre du synthétiseur, équipé d'un petit clavier et qui émet du son par le biais de haut-parleurs.

## Publications
- Joseph Mazabraud, Lou Refrain do peisan, troisième libre de chansou en potouei limousi nimai cauqu'uno en françei, Limoges, veuve H. Ducourtieux, 180 p.

## Naissances
- 20 janvier : Lucien Boyer, poète, compositeur, chansonnier et goguettier français à Montmartre († 16 juin 1942).
- février : Ella Hudson Day, pianiste américaine de ragtime († 1951).
- 4 avril : Ernesto Murolo, poète et dramaturge italien, auteur des paroles de plusieurs chansons napolitaines († 30 octobre 1939).
- 2 avril : Paul Dalbret, auteur-compositeur et interprète de chansons français († 3 mars 1927).
- 16 mai : Charles Hunter, compositeur américain de musique ragtime († 23 janvier 1906).
- 5 juin : Tony Jackson, pianiste américain, chanteur et compositeur de jazz († 29 avril 1921).
- 30 novembre : Mikhaïl Savoyarov, chansonnier, compositeur et mime excentrique russe († 4 août 1941).
- 3 décembre : Charles Johnson, pianiste et compositeur américain de ragtime († 28 décembre 1950).

## Décès
- 18 novembre : Nicolas Bosret, chansonnier belge, né en 1799.

- Date précise inconnue :
  - Jancsi Balogh Sági, violoniste et compositeur hongrois, né en 1803.
  - Joseph Limonaire, fabricant français d'instruments de musique mécanique, né en 1809.